# Neochamanismo
El neochamanismo se refiere a un conjunto diverso de prácticas que reúnen elementos del chamanismo con elementos culturales y filosóficos contemporáneos. Puede incluir una mezcla de costumbres ancestrales místicas, prácticas adivinatorias y terapias de la nueva era, como el uso de amuletos, las danzas rituales, la geomancia, la quiromancia, el tarot, las runas, la magia del caos, la alineación de chakras, la fitoterapia, y la introspección psicológica (abordaje gestáltico).

## Etimología
Es un neologismo formado por el prefijo neo, —νεος—, epíteto de origen griego que significa nuevo y la palabra castellana chamanismo, que define un conjunto de prácticas ancestrales para mediar entre el ser humano y los espíritus mediante el trance.
A su vez, chamanismo deriva de chamán, transcripción del término evenki šaman desde el francés, idioma al que fue incorporada por los antropólogos en 1842.